# Шаньсі
Шаньсі́ (кит. 山西, пін. Shānxī) — провінція в північній частині КНР, в басейні середньої течії річки Хуанхе. Площа 156 800 км². Населення 33 350 000 чоловік (2004). Адміністративний центр — місто Тайюань.

## Адміністративний поділ
| Карта | #             | Українська назва | Китайська назва | Піньінь |
| ----- | ------------- | ---------------- | --------------- | ------- |
|       | Міські округи |                  |                 |         |
| 1     | Тайюань       | 太原市           | Tàiyuán Shì     |         |
| 2     | Чанчжи        | 长治市           | Chángzhì Shì    |         |
| 3     | Датун         | 大同市           | Dàtóng Shì      |         |
| 4     | Цзіньчен      | 晋城市           | Jìnchéng Shì    |         |
| 5     | Цзіньчжун     | 晋中市           | Jìnzhōng Shì    |         |
| 6     | Ліньфень      | 临汾市           | Línfén Shì      |         |
| 7     | Люйлян        | 吕梁市           | Lǚliáng Shì     |         |
| 8     | Шочжоу        | 朔州市           | Shuòzhōu Shì    |         |
| 9     | Сіньчжоу      | 忻州市           | Xīnzhōu Shì     |         |
| 10    | Янцюань       | 阳泉市           | Yángquán Shì    |         |
| 11    | Юньчен        | 运城市           | Yùnchéng Shì    |         |

## Історія
- Провінція Бін